# Bombardeo de Núremberg
El bombardeo de Núremberg fue una serie de ataques aéreos llevados a cabo por las fuerzas aliadas de la Real Fuerza Aérea (RAF) y las Fuerzas Aéreas del Ejército de Estados Unidos (USAAF) que causaron graves daños en toda la ciudad alemana entre 1940 y 1945, durante la Segunda Guerra Mundial. Núremberg fue un punto de ataque favorito para los bombarderos aliados en la guerra, aunque solo se incluyó más tarde en el radio de acción debido a su ubicación más alejada, en el sur de Alemania. Debido a que Núremberg era un fuerte centro económico y de infraestructuras, y tenía importancia simbólica debido a que era sede de los Congresos del Partido Nazi, los aliados la eligieron como un objetivo importante.
Los mayores daños se produjeron en el ataque del 2 de enero de 1945, en el que 521 bombarderos de la RAF lanzaron sobre la ciudad 6,000 bombas de alto poder explosivo y un millón de artefactos incendiarios. La mayor destrucción la causó el ataque del 2 de enero de 1945, cuando 521 bombarderos de la RAF lanzaron 6.000 bombas de alto explosivo y un millón de bombas incendiarias en media hora. En este ataque murieron más de 1,800 habitantes y 100,000 personas perdieron sus hogares. El casco antiguo de Núremberg quedó prácticamente destruido y la ciudad en su conjunto sufrió graves daños. El casco antiguo de Núremberg quedó prácticamente destruida y la ciudad en su conjunto sufrió graves daños. Después de Wurzburgo, Núremberg fue una de las ciudades de Baviera que sufrió más daños durante la guerra y también estuvo entre las ciudades más destruidas de toda Alemania.
La mitad oriental de la ciudad (al norte del río Pegnitz) fue conocida como la "estepa" después de la destrucción y durante la limpieza de los escombros. Los ataques aéreos cesaron el 11 de abril de 1945. El 20 de abril, después de la Batalla de Núremberg, la ciudad fue ocupada por unidades del 7.º Ejército de los Estados Unidos.

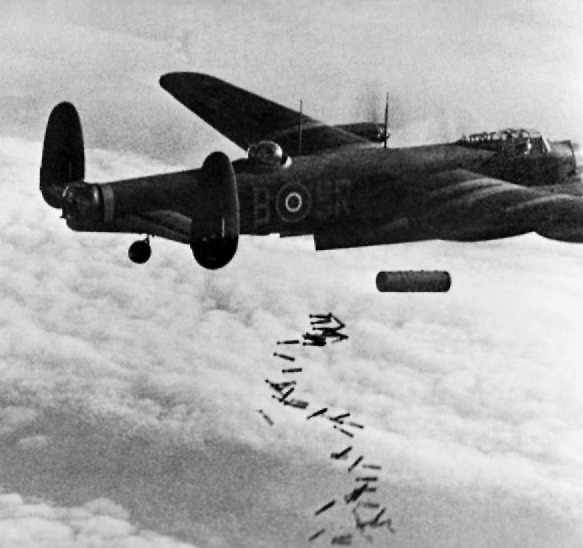
Un avión Avro Lancaster británico lanzando una bomba “Blockbuster” y varias bombas incendiarias sobre Núremberg, 1944.

## Núremberg como objetivo militar
Núremberg fue un importante centro de producción de armamento y su casco antiguo medieval, densamente poblado, era un destino ideal para la directiva de bombardeo de área de la Real Fuerza Aérea (RAF). Núremberg, que durante el régimen nazi recibió oficialmente el apodo de "Ciudad de los Congresos", también fue blanco de atentados con un gran impacto simbólico.
En relación con la masa total de edificios, el centro de la ciudad tenía una alta proporción de casas con entramado de madera, es decir, edificios con una alta proporción de madera que son altamente combustibles y, por lo tanto, eran adecuados para un ataque efectivo utilizando una combinación de bombas explosivas e incendiarias . El objetivo era encender una tormenta de fuego para aumentar el efecto de las bombas incendiarias. Los ataques diurnos a objetivos industriales y de infraestructura fueron llevados a cabo principalmente por las Fuerzas Aéreas del Ejército de los Estados Unidos técnicamente mejor equipadas como parte de la división del trabajo de las flotas aéreas aliadas para lograr un alto grado de precisión, lo que tecnológicamente solo era posible en una medida limitada, mientras que los bombardeos de área nocturnos fueron realizados principalmente por la Fuerza Pathfinder de la RAF.
En el área urbana, pero no en el casco antiguo, que fue el más afectado por el ataque del 2 de enero de 1945, había numerosos objetivos militares: Las fábricas de MAN SE en el sur de la ciudad construían motores diésel para submarinos y componentes relevantes para tanques Panzer. Otras empresas importantes fueron Siemens-Schuckert , TeKaDe, Nüral (Nürnberger Aluminiumwerke, ahora Federal-Mogul) y Diehl. Además, los bombarderos apuntaron a la industria de motocicletas de Núremberg (Zündapp /Neumeyer, Hercules , Triumph , Victoria) y otras 120 empresas de armamento y que empleaban mano de obra forzada , así como las instalaciones de la Reichsbahn alemana: el patio de maniobras en el sur de la ciudad y las principales líneas ferroviarias que pasaban por Núremberg.

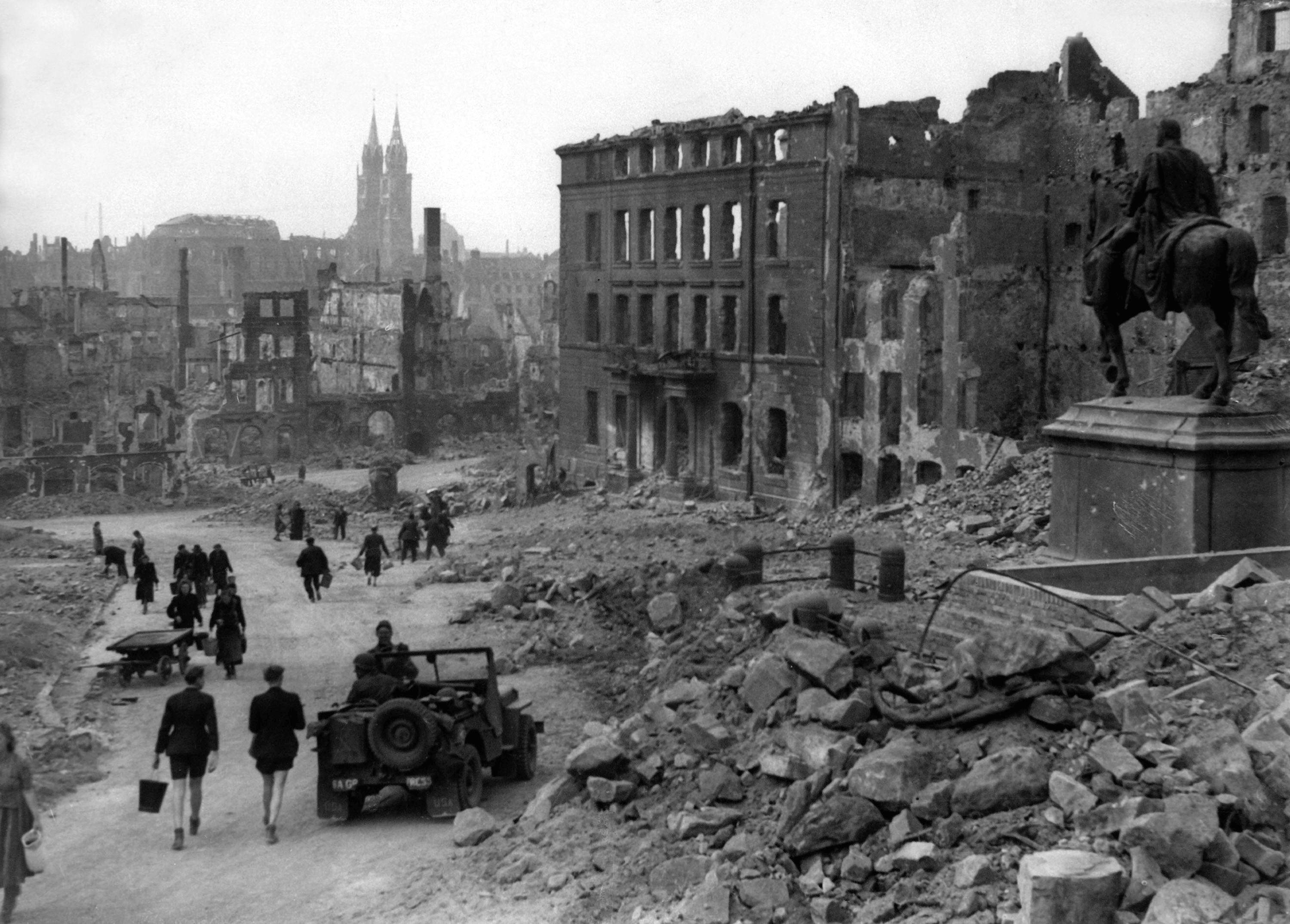
El casco antiguo de la ciudad destruido tras los bombardeos. Al fondo se puede apreciar la Iglesia de San Lorenzo.

## Daños y bajas
El casco antiguo de Núremberg quedó prácticamente destruido. También se vieron duramente afectados el sur de la ciudad, St. Johannis y otros barrios. Después de Colonia, Dortmund y Kassel, Núremberg era la ciudad con mayor cantidad de escombros por habitante de las grandes ciudades alemanas. La población de Núremberg había descendido de 420,349 habitantes en 1939 a 195,000 al final de la guerra. Además, la mitad de las viviendas habían quedado destruidas y el resto, a menudo, dañadas.
El principal lugar de enterramiento de las víctimas de la bomba fue el Cementerio Sur de Núremberg . Allí se puede leer en la torre sur: “COMO RECORDATORIO Y EN MEMORIA DE 6,621 HOMBRES, MUJERES Y NIÑOS, VÍCTIMAS DE LA GUERRA DE LAS BOMBAS Y DE LOS LUCHAS EN LA PATRIA EN LOS AÑOS 1941-1945”.

## Reconstrucción

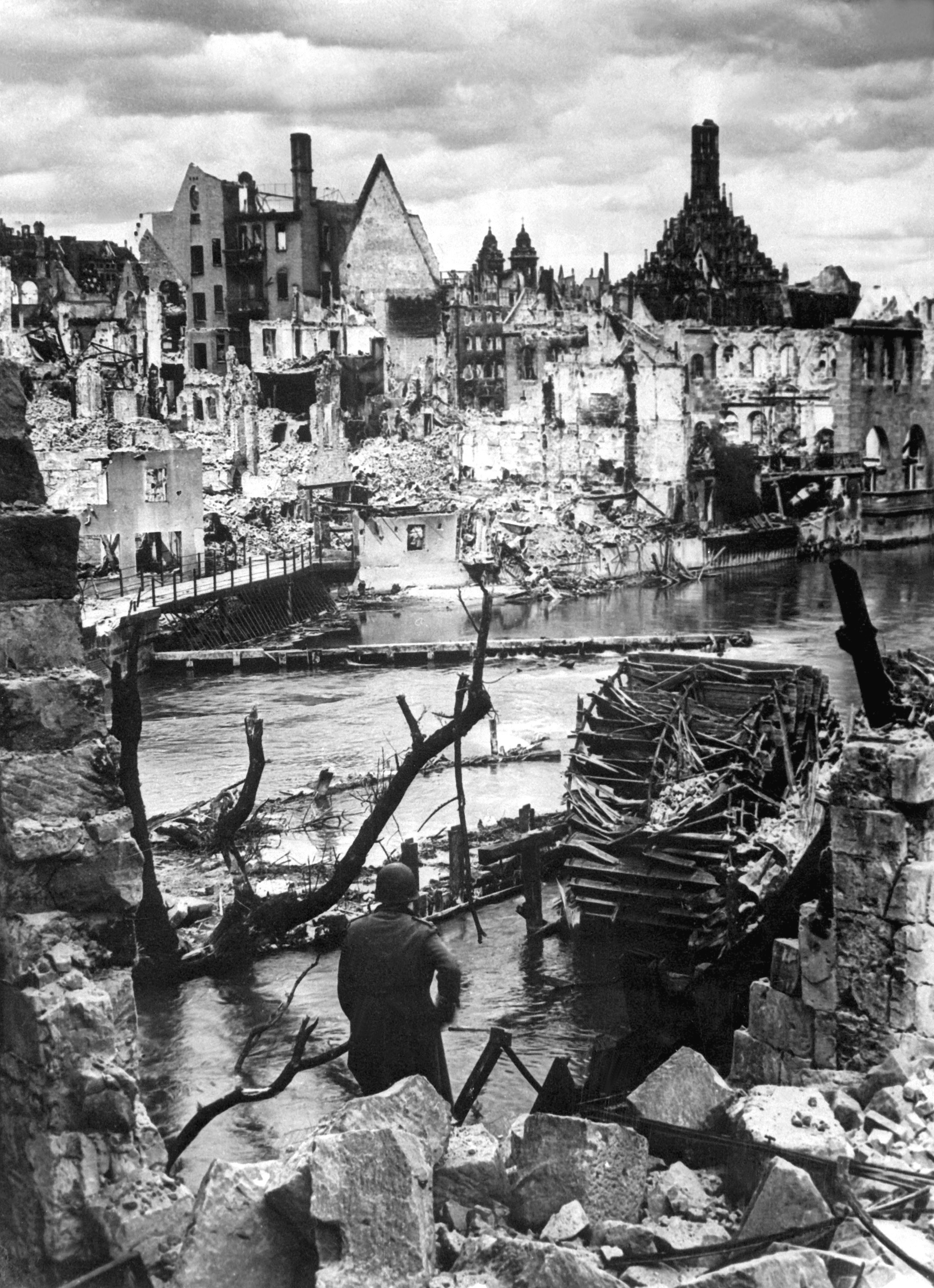
Núremberg en ruinas tras los bombardeos, verano de 1945.

En 1947 se reunieron ideas para la reconstrucción en un concurso de planificación urbana. El "Kuratorium für den Wiederaufbau Nürnbergs" (Consejo de administración para la reconstrucción de Núremberg) asesoró a la administración municipal sobre cuestiones de reconstrucción. Se acordó una reconstrucción simplificada.
En esa época se creó la asociación " Amigos del casco antiguo de Núremberg" ( Altstadtfreunde Nürnberg e. V.), que aboga por una reconstrucción fiel y exacta del casco antiguo. La asociación apoya la conservación y restauración de las casas históricas del casco antiguo y otros monumentos arquitectónicos de Núremberg que merecen ser conservados.
En 1955, la mayor parte de las obras de reconstrucción ya habían sido concluidas o al menos comenzadas. Entre 1956 y 1960 se reconstruyó el Ayuntamiento de Núremberg (Wolffscher Bau, Rathaussaalbau). Hasta 1957 se reparó la Iglesia de San Sebaldo. El proyecto de restauración más importante fue el de las murallas de la ciudad, con su doble muralla de 4 km de longitud y el foso. La Iglesia de Santa Catalina, hoy comúnmente denominada como Ruinas de Santa Catalina (en alemán, Katherinenruine), que quedó completamente destruida durante los bombardeos de 1945 y no fue reconstruida, aunque sus restos fueron conservados y protegidos en 1970. Desde entonces sirve como monumento conmemorativo de la guerra y como lugar de celebración de eventos.
Incluso después del final de la Segunda Guerra Mundial, en Núremberg se encontraron (y se siguen encontrando) bombas no explotadas. A menudo se descubren por casualidad durante las obras de construcción y rara vez se las busca de forma específica. El servicio de desactivación de artefactos explosivos (Kampfmittelräumdienst) se encarga de desactivar y proteger las bombas de los aviones. Durante estas operaciones pueden ser necesarias evacuaciones a gran escala.